# Xã South Fork, Quận Wayne, Iowa
Xã South Fork (tiếng Anh: South Fork Township) là một xã thuộc quận Wayne, tiểu bang Iowa, Hoa Kỳ. Năm 2010, dân số của xã này là 310 người.